# Cahuzac (Aude)
Pour les articles homonymes, voir Cahuzac.
Cahuzac  est une commune française située dans le Nord-Ouest du département de l'Aude, en région Occitanie.
Sur le plan historique et culturel, la commune fait partie du Lauragais, l'ancien « pays de Cocagne », lié à la fois à la culture du pastel et à l’abondance des productions, et de « grenier à blé du Languedoc ». Exposée à un climat méditerranéen, elle est drainée par la Vixiège et par divers autres petits cours d'eau. La commune possède un patrimoine naturel remarquable : un site Natura 2000 (le « piège et collines du Lauragais ») et deux zones naturelles d'intérêt écologique, faunistique et floristique.
Cahuzac est une commune rurale qui compte 30 habitants en 2022, après avoir connu un pic de population de 191 habitants en 1851. Ses habitants sont appelés les Cahuzacais ou  Cahuzacaises.
Le patrimoine architectural de la commune comprend un immeuble protégé au titre des monuments historiques : le château, inscrit en 1990.

## Géographie

### Communes limitrophes
Les communes limitrophes sont  Gaja-la-Selve, Lafage, Pech-Luna, Pécharic-et-le-Py et Villautou.
|                       | Pech-Luna |               |
| Pécharic-et-le-Py     | Cahuzac   | Gaja-la-Selve |
| Villautou (sur 100 m) | Lafage    |               |

### Géologie et relief
Cahuzac se situe en zone de sismicité 2 (sismicité faible).

### Hydrographie
La commune est dans le bassin de la Garonne, au sein du bassin hydrographique Adour-Garonne. Elle est drainée par la Vixiège, le ruisseau de la Selve, le ruisseau du Joncas et par divers petits cours d'eau, constituant un réseau hydrographique de 4 km de longueur totale,.
La Vixiège, d'une longueur totale de 33,6 km, prend sa source dans la commune de Saint-Gaudéric et s'écoule du sud vers le nord, puis vers l'ouest et à nouveau vers le nord. Elle traverse la commune et se jette dans l'Hers-Vif à Belpech, après avoir traversé 19 communes.

### Climat
Pour des articles plus généraux, voir Climat de l'Occitanie et Climat de l'Aude.
En 2010, le climat de la commune est de type climat du Bassin du Sud-Ouest, selon une étude s'appuyant sur une série de données couvrant la période 1971-2000. En 2020, Météo-France publie une typologie des climats de la France métropolitaine dans laquelle la commune est exposée à un climat océanique altéré et est dans la région climatique Aquitaine, Gascogne, caractérisée par une pluviométrie abondante au printemps, modérée en automne, un faible ensoleillement au printemps, un été chaud (19,5 °C), des vents faibles, des brouillards fréquents en automne et en hiver et des orages fréquents en été (15 à 20 jours).
Pour la période 1971-2000, la température annuelle moyenne est de 12,8 °C, avec une amplitude thermique annuelle de 15,6 °C. Le cumul annuel moyen de précipitations est de 829 mm, avec 9,9 jours de précipitations en janvier et 5,6 jours en juillet. Pour la période 1991-2020, la température moyenne annuelle observée sur la station météorologique la plus proche, située sur la commune de Fanjeaux à 15 km à vol d'oiseau, est de 14,3 °C et le cumul annuel moyen de précipitations est de 625,0 mm,. Pour l'avenir, les paramètres climatiques de la commune estimés pour 2050 selon différents scénarios d'émission de gaz à effet de serre sont consultables sur un site dédié publié par Météo-France en novembre 2022.

### Milieux naturels et biodiversité

#### Réseau Natura 2000

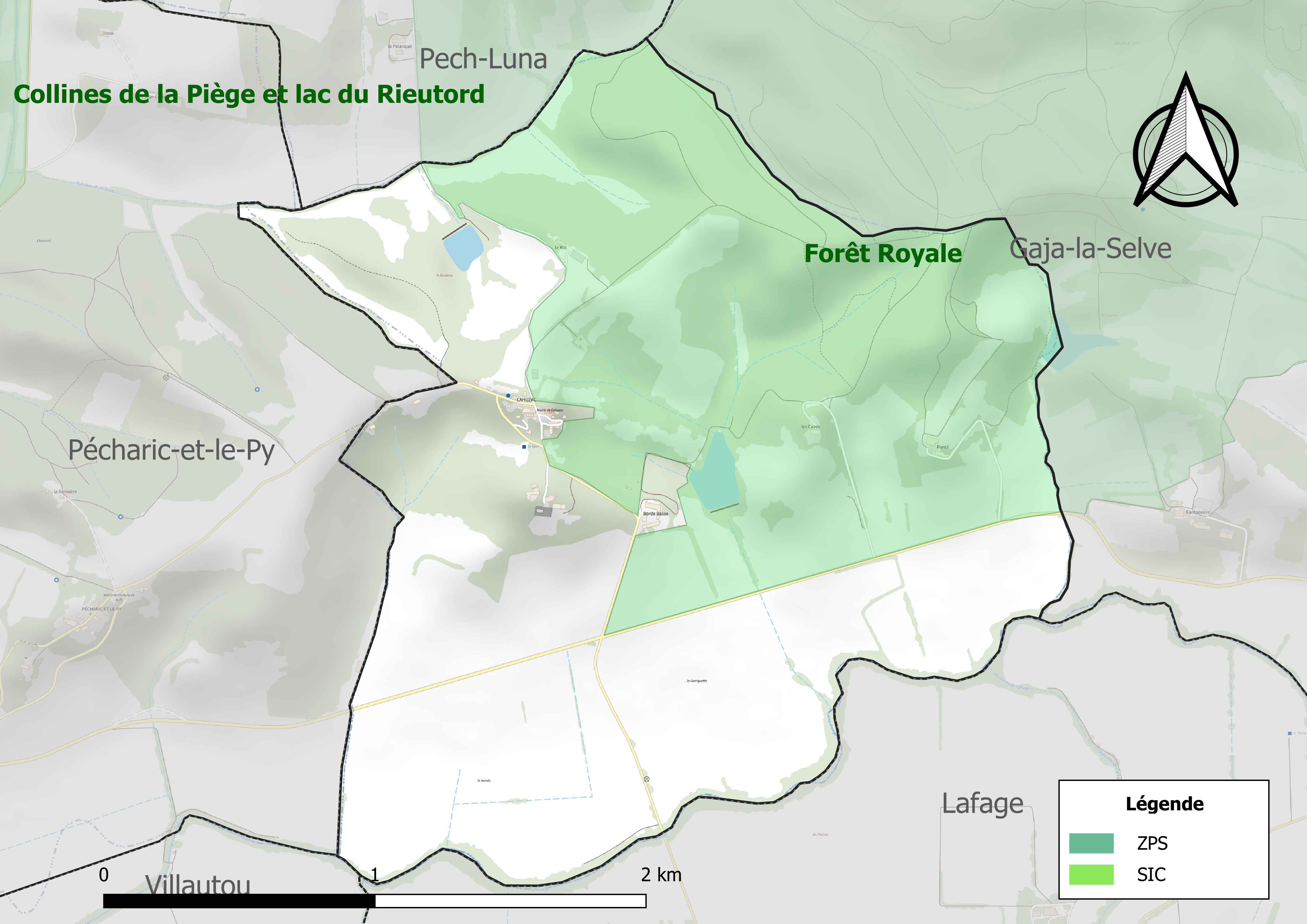
Sites Natura 2000 sur le territoire communal.

Le réseau Natura 2000 est un réseau écologique européen de sites naturels d'intérêt écologique élaboré à partir des directives habitats et oiseaux, constitué de zones spéciales de conservation (ZSC) et de zones de protection spéciale (ZPS). Un site Natura 2000 a été défini sur la commune au titre  de la directive oiseaux : le « piège et collines du Lauragais », d'une superficie de 31 216 ha, ayant une position de transition entre la Montagne Noire et les premiers contreforts pyrénéens. On y voit donc régulièrement des espèces à grand domaine vital soit en chasse, soit à la recherche soit de sites de nidification : le Vautour fauve, l'Aigle royal, le Faucon pèlerin sont ainsi plus ou moins régulièrement observés sur le territoire concerné.

#### Zones naturelles d'intérêt écologique, faunistique et floristique
L’inventaire des zones naturelles d'intérêt écologique, faunistique et floristique (ZNIEFF) a pour objectif de réaliser une couverture des zones les plus intéressantes sur le plan écologique, essentiellement dans la perspective d’améliorer la connaissance du patrimoine naturel national et de fournir aux différents décideurs un outil d’aide à la prise en compte de l’environnement dans l’aménagement du territoire. Une ZNIEFF de type 1 est recensée sur la commune : la forêt Royale (1 399 ha), couvrant 5 communes du département et une ZNIEFF de type 2, :  les collines de la Piège (27 918 ha), couvrant 40 communes dont 38 dans l'Aude et 2 dans la Haute-Garonne.

Carte des ZNIEFF de type 1 et 2 à Cahuzac.
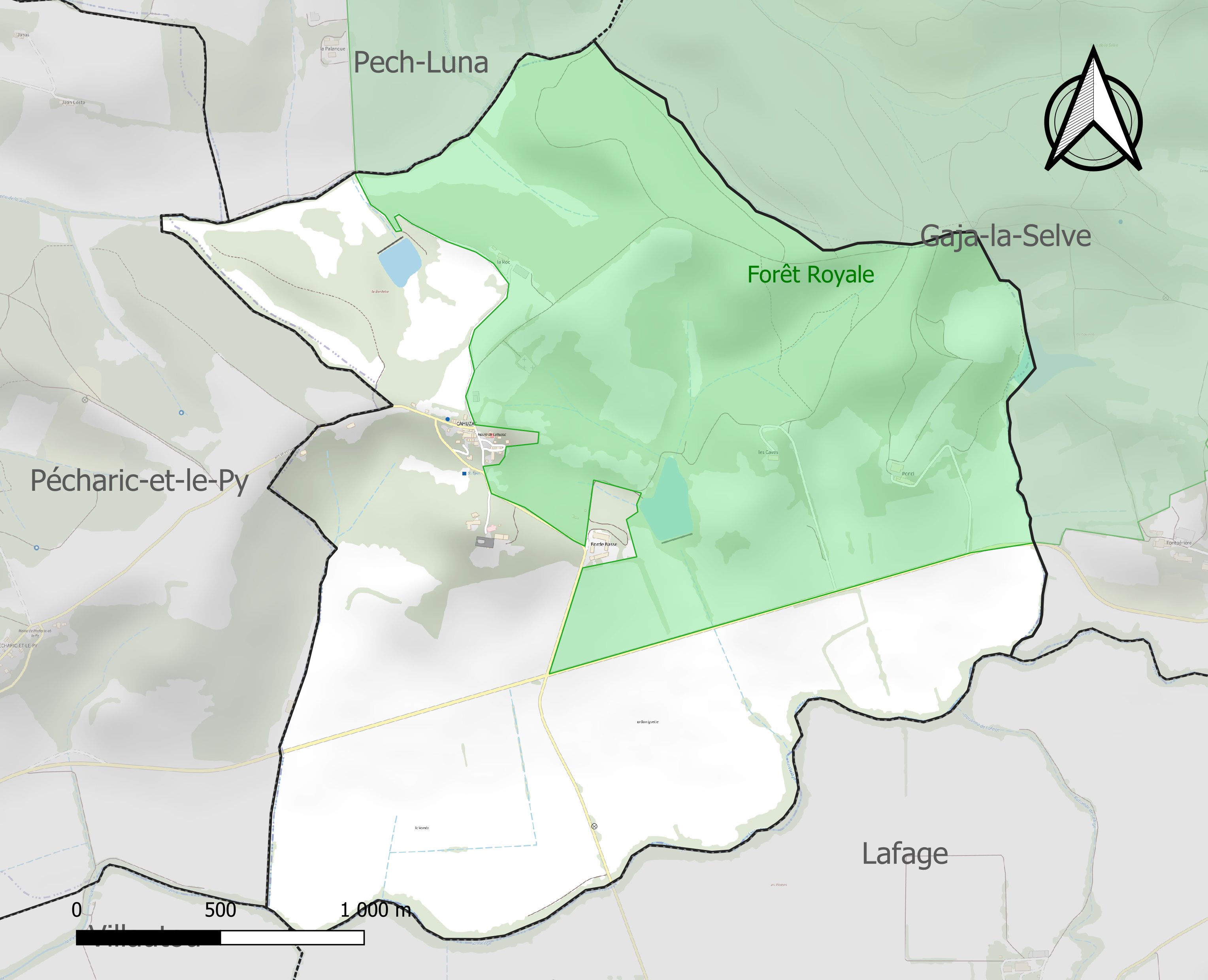
Carte de la ZNIEFF de type 1 sur la commune.
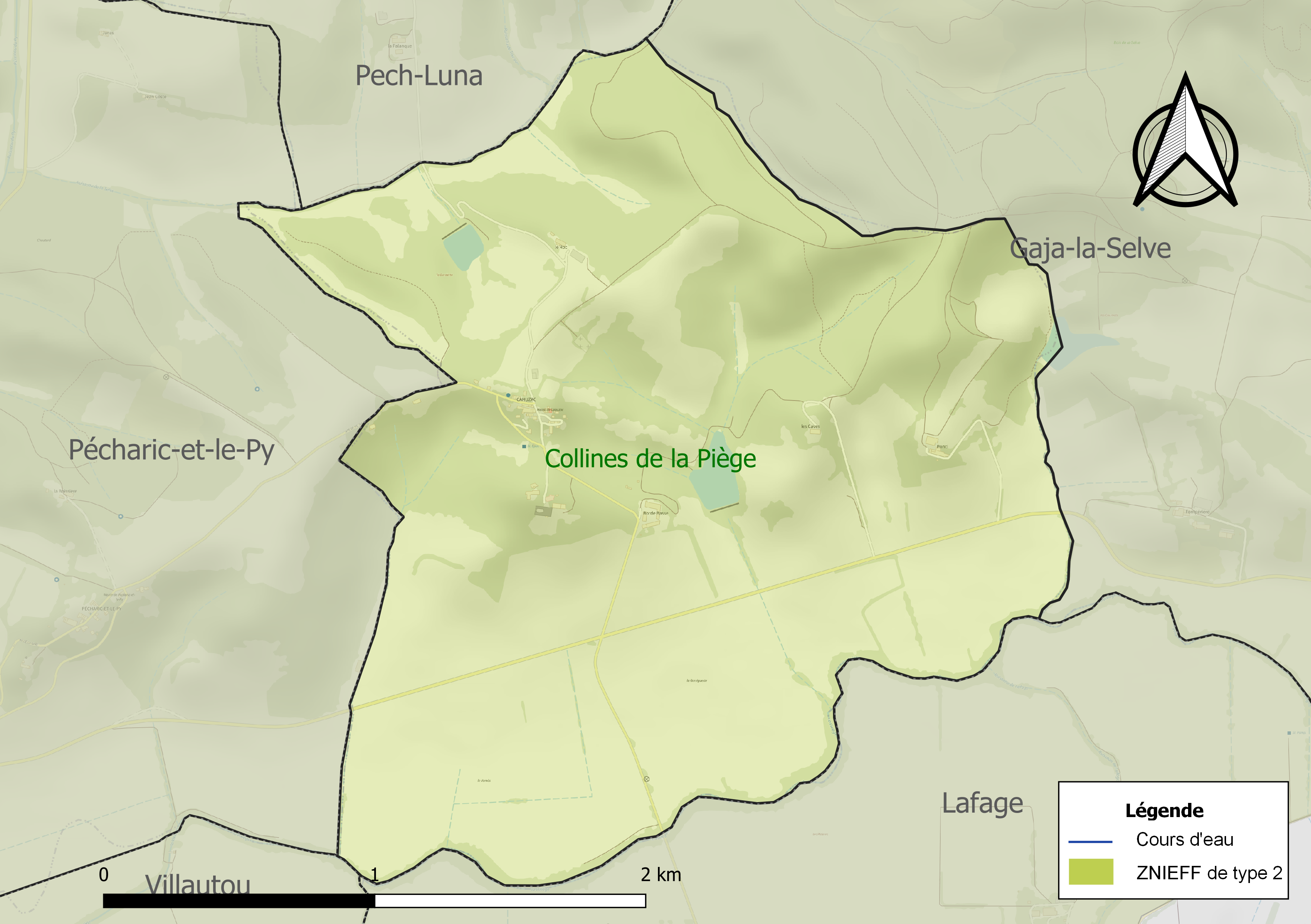
Carte de la ZNIEFF de type 2 sur la commune.

## Urbanisme

### Typologie
Au 1er janvier 2024, Cahuzac est catégorisée commune rurale à habitat très dispersé, selon la nouvelle grille communale de densité à 7 niveaux définie par l'Insee en 2022.
Elle est située hors unité urbaine et hors attraction des villes,.

### Occupation des sols
L'occupation des sols de la commune, telle qu'elle ressort de la base de données européenne d’occupation biophysique des sols Corine Land Cover (CLC), est marquée par l'importance des territoires agricoles (69,2 % en 2018), une proportion identique à celle de 1990 (69,2 %). La répartition détaillée en 2018 est la suivante : terres arables (39,6 %), forêts (30,8 %), zones agricoles hétérogènes (29,6 %). L'évolution de l’occupation des sols de la commune et de ses infrastructures peut être observée sur les différentes représentations cartographiques du territoire : la carte de Cassini (XVIIIe siècle), la carte d'état-major (1820-1866) et les cartes ou photos aériennes de l'IGN pour la période actuelle (1950 à aujourd'hui).

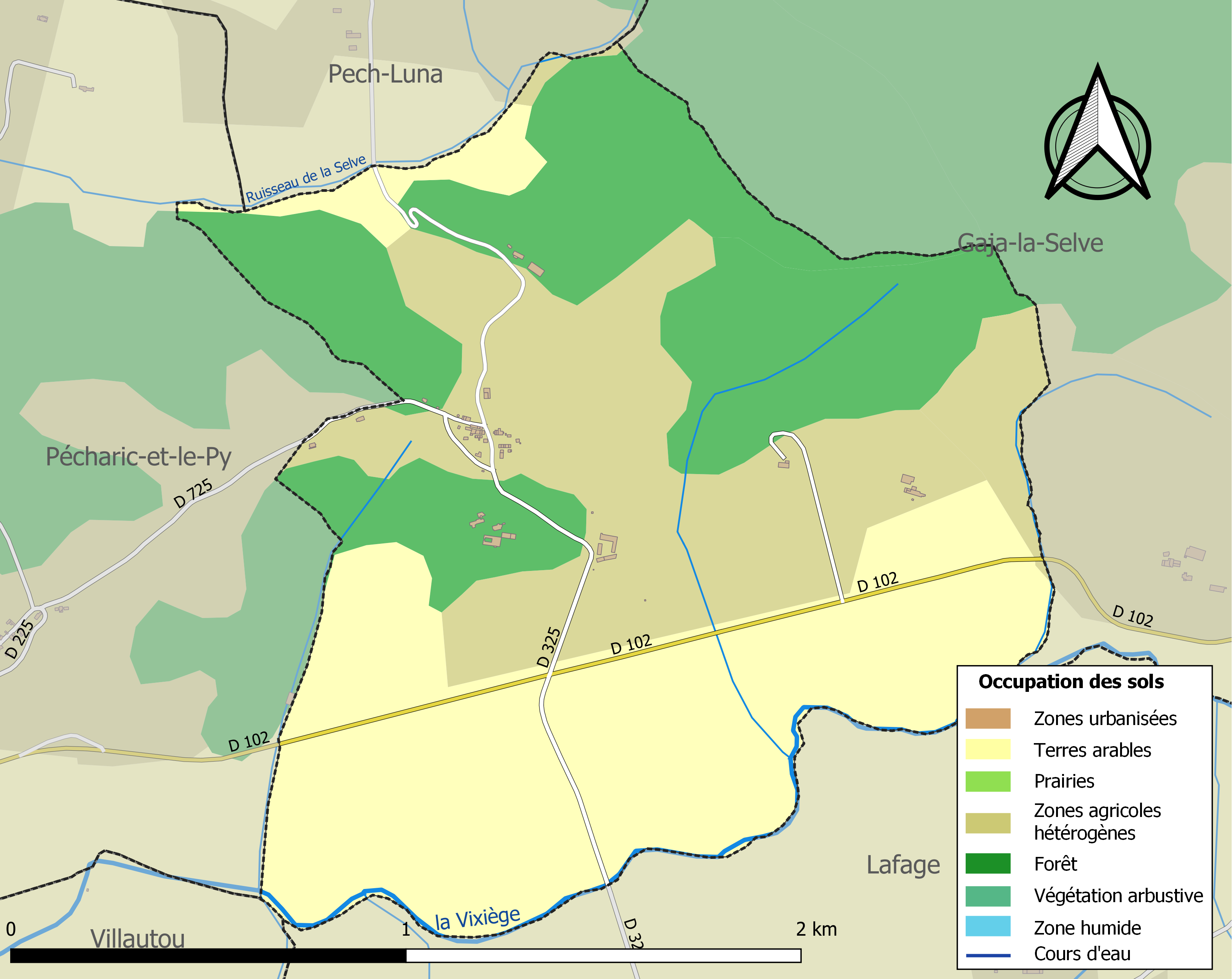
Carte des infrastructures et de l'occupation des sols de la commune en 2018 (CLC).

### Risques majeurs
Le territoire de la commune de Cahuzac est vulnérable à différents aléas naturels : météorologiques (tempête, orage, neige, grand froid, canicule ou sécheresse) et séisme (sismicité faible). Un site publié par le BRGM permet d'évaluer simplement et rapidement les risques d'un bien localisé soit par son adresse soit par le numéro de sa parcelle.

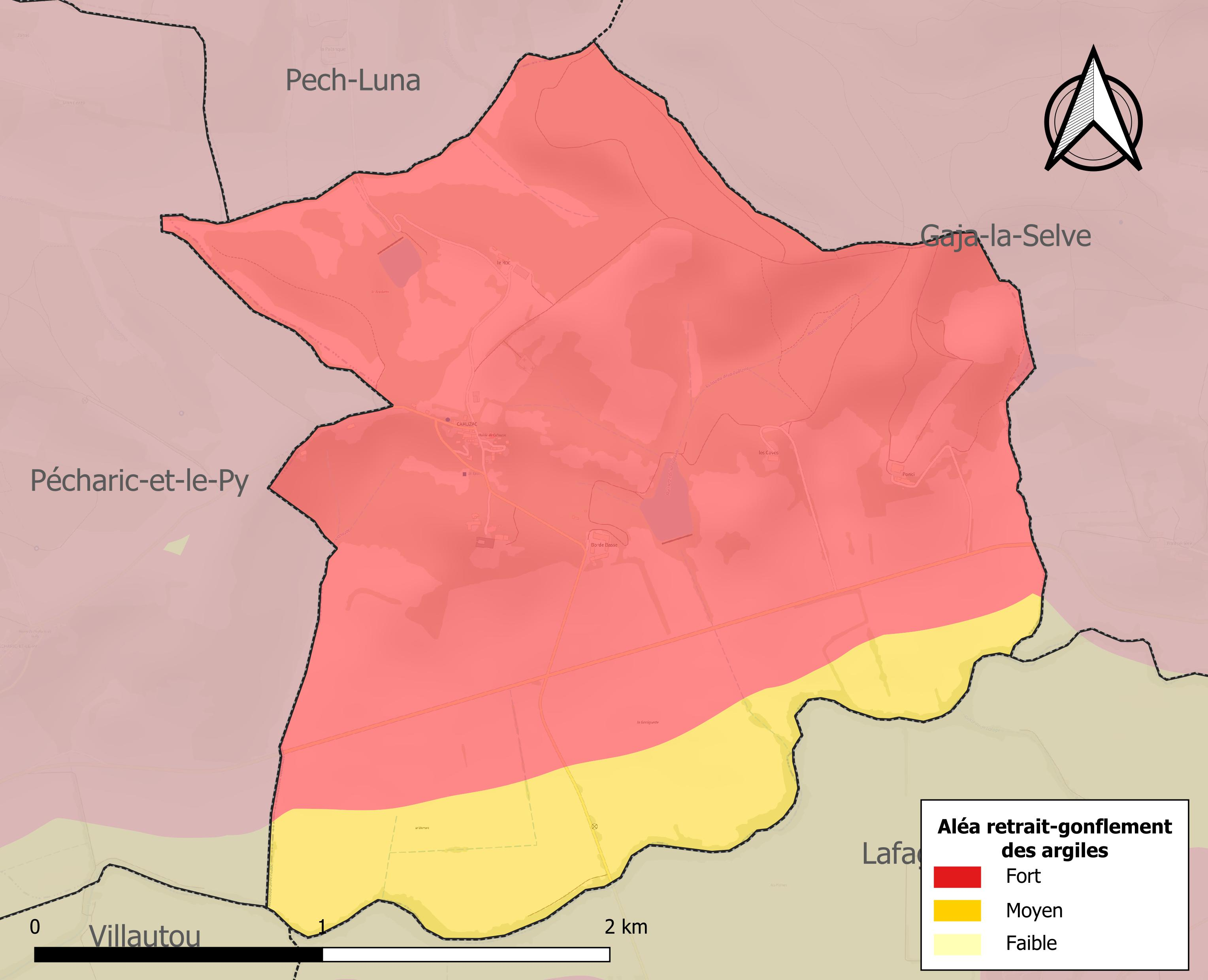
Carte des zones d'aléa retrait-gonflement des sols argileux de Cahuzac.

Le retrait-gonflement des sols argileux est susceptible d'engendrer des dommages importants aux bâtiments en cas d’alternance de périodes de sécheresse et de pluie. La totalité de la commune est en aléa moyen ou fort (75,2 % au niveau départemental et 48,5 % au niveau national). Sur les 27 bâtiments dénombrés sur la commune en 2019, 27 sont en aléa moyen ou fort, soit 100 %, à comparer aux 94 % au niveau départemental et 54 % au niveau national. Une cartographie de l'exposition du territoire national au retrait gonflement des sols argileux est disponible sur le site du BRGM,.

## Toponymie
Attestée sous la forme Causacum en 1293.

## Politique et administration

### Découpage territorial
La commune de Cahuzac est membre de la communauté de communes Piège-Lauragais-Malepère, un établissement public de coopération intercommunale (EPCI) à fiscalité propre créé le 19 décembre 2012 dont le siège est à Bram. Ce dernier est par ailleurs membre d'autres groupements intercommunaux.
Sur le plan administratif, elle est rattachée à l'arrondissement de Carcassonne, au département de l'Aude, en tant que circonscription administrative de l'État, et à la région Occitanie.
Sur le plan électoral, elle dépend du canton de la Piège au Razès pour l'élection des conseillers départementaux, depuis le redécoupage cantonal de 2014 entré en vigueur en 2015, et de la troisième circonscription de l'Aude  pour les élections législatives, depuis le redécoupage électoral de 1986.

### Liste des maires
| Période                                  | Période  | Identité                                         | Étiquette    | Qualité                                             |
| ---------------------------------------- | -------- | ------------------------------------------------ | ------------ | --------------------------------------------------- |
| avant 1895                               | ?        | Henri de Rocous de Cahuzac                       | DVD          | Conseiller général du canton de Belpech (1870→1895) |
| avant 1919                               | ?        | Etienne de Rocous de Cahuzac (fils du précédent) | Conservateur | Conseiller général du canton de Belpech (1907→1919) |
| avant 1981                               | ?        | Calixte Vidal                                    | DVG          |                                                     |
| mars 2001                                | En cours | Didier Mattia                                    |              |                                                     |
| Les données manquantes sont à compléter. |          |                                                  |              |                                                     |

## Démographie
L'évolution du nombre d'habitants est connue à travers les recensements de la population effectués dans la commune depuis 1793. Pour les communes de moins de 10 000 habitants, une enquête de recensement portant sur toute la population est réalisée tous les cinq ans, les populations de référence des années intermédiaires étant quant à elles estimées par interpolation ou extrapolation. Pour la commune, le premier recensement exhaustif entrant dans le cadre du nouveau dispositif a été réalisé en 2008.

En 2022, la commune comptait 30 habitants, en évolution de −11,76 % par rapport à 2016 (Aude : +2,65 %, France hors Mayotte : +2,11 %).
| 1793 | 1800 | 1806 | 1821 | 1831 | 1836 | 1841 | 1846 | 1851 |
| ---- | ---- | ---- | ---- | ---- | ---- | ---- | ---- | ---- |
| 131  | 117  | 133  | 149  | 166  | 170  | 173  | 173  | 191  |

| 1856 | 1861 | 1866 | 1872 | 1876 | 1881 | 1886 | 1891 | 1896 |
| ---- | ---- | ---- | ---- | ---- | ---- | ---- | ---- | ---- |
| 156  | 154  | 150  | 168  | 143  | 143  | 135  | 143  | 116  |

| 1901 | 1906 | 1911 | 1921 | 1926 | 1931 | 1936 | 1946 | 1954 |
| ---- | ---- | ---- | ---- | ---- | ---- | ---- | ---- | ---- |
| 101  | 112  | 110  | 67   | 74   | 65   | 80   | 80   | 66   |

| 1962 | 1968 | 1975 | 1982 | 1990 | 1999 | 2006 | 2008 | 2013 |
| ---- | ---- | ---- | ---- | ---- | ---- | ---- | ---- | ---- |
| 55   | 46   | 32   | 29   | 32   | 38   | 34   | 33   | 35   |

| 2018 | 2022 | - | - | - | - | - | - | - |
| ---- | ---- | - | - | - | - | - | - | - |
| 30   | 30   | - | - | - | - | - | - | - |

## Économie

### Emploi
| Division       | 2008   | 2013   | 2018   |
| -------------- | ------ | ------ | ------ |
| Commune        | 9,5 %  | 4,2 %  | 16,7 % |
| Département    | 10,2 % | 12,8 % | 12,6 % |
| France entière | 8,3 %  | 10 %   | 10 %   |

En 2018, la population âgée de 15 à 64 ans s'élève à 18 personnes, parmi lesquelles on compte 50 % d'actifs (33,3 % ayant un emploi et 16,7 % de chômeurs) et 50 % d'inactifs,. En  2018, le taux de chômage communal (au sens du recensement) des 15-64 ans est supérieur à celui de la France et du département, alors qu'il était inférieur à celui du département en 2008.
La commune est hors attraction des villes,. Elle compte 3 emplois en 2018, contre 2 en 2013 et 7 en 2008. Le nombre d'actifs ayant un emploi résidant dans la commune est de 7, soit un indicateur de concentration d'emploi de 42,9 % et un taux d'activité parmi les 15 ans ou plus de 35,7 %.
Sur ces 7 actifs de 15 ans ou plus ayant un emploi, 3 travaillent dans la commune, soit 43 % des habitants. Pour se rendre au travail, 57,1 % des habitants utilisent un véhicule personnel ou de fonction à quatre roues, 14,3 % s'y rendent en deux-roues, à vélo ou à pied et 28,6 % n'ont pas besoin de transport (travail au domicile).

### Activités hors agriculture
Cinq établissements sont implantés  à Cahuzac au 31 décembre 2019. Le secteur des autres activités de services est prépondérant sur la commune puisqu'il représente 40 % du nombre total d'établissements de la commune (2 sur les 5 entreprises implantées  à Cahuzac), contre 8,8 % au niveau départemental.

### Agriculture
|                                   | 1988 | 2000 | 2010 |
| --------------------------------- | ---- | ---- | ---- |
| Exploitations                     | 2    | 2    | 2    |
| Superficie agricole utilisée (ha) | 140  | 124  | 112  |

La commune fait partie de la petite région agricole dénommée « Razès ». En 2010, l'orientation technico-économique de l'agriculture  sur la commune est le maraîchage. Deux exploitations agricoles ayant leur siège dans la commune sont dénombrées lors du recensement agricole de 2010 (deux en 1988). La superficie agricole utilisée est de 112 ha.

## Culture locale et patrimoine

### Lieux et monuments
- Église Saint-Jacques-le-Majeur de Cahuzac.
- Le château de Cahuzac - IMH en 1990.

### Héraldique
| Blason de Cahuzac | Blason  | De sable à la jumelle d'or.                      |
| Blason de Cahuzac | Détails | Le statut officiel du blason reste à déterminer. |